# Antero Cícero de Assis
Antero Cícero de Assis (? — 1883) foi um político brasileiro.
Foi presidente da província de Goiás, nomeado por carta imperial de 20 de novembro de 1870, de 25 de abril de 1871 a 25 de junho de 1878 (com uma breve pausa entre 6 e 8 de outubro de 1871).